# Wettbewerblicher Dialog
Der wettbewerbliche Dialog (in der Schweiz bloß Dialog) ist eine Methode der Vergabe öffentlicher Aufträge.

## Rechtsgrundlagen
Der wettbewerbliche Dialog ist im europäischen Vergaberecht nach Art. 30 Richtlinie 2014/24/EU geregelt. In Deutschland wurde die europäische Vorgabe in § 119 Abs. 6 des Gesetzes gegen Wettbewerbsbeschränkungen (GWB) umgesetzt. Weitere Detailregelungen sind in den einschlägigen Verdingungsordnungen zu finden (§ 18 VgV, § 17 SektVO, § 3 Abs. 4 VOB/A-EU 2016). Die zum 18. April 2016 außer Kraft getretenen § 6a Vergabeverordnung und § 3 Abs. 7 EG VOL/A 2009 sind aufgrund der Vollregelungen in der VgV und VOB/A inzwischen als Rechtsgrundlage entfallen. Die (ebenfalls zum 18. April 2016 außer Kraft getretene) VOF regelte den wettbewerblichen Dialog nicht.
In Österreich erfolgte die Umsetzung im Bundesvergabegesetz (BVergG). Dort ist er gemäß den Vorgaben des Europarechts in Österreich wie folgt definiert:

„Beim wettbewerblichen Dialog führt der Auftraggeber, nachdem eine unbeschränkte Anzahl von Unternehmern öffentlich zur Abgabe von Teilnahmeanträgen aufgefordert wurde, mit ausgewählten Bewerbern einen Dialog über alle Aspekte des Auftrags. Ziel des Dialogs ist es, eine oder mehrere den Bedürfnissen und Anforderungen des Auftraggebers entsprechende Lösung oder Lösungen zu ermitteln, auf deren Grundlage oder Grundlagen die jeweiligen Bewerber zur Angebotsabgabe aufgefordert werden.“

## Anwendung
Der wettbewerbliche Dialog ist für besonders komplexe Materien vorgesehen und enthält Elemente des „nichtoffenen Verfahrens“ und des „Verhandlungsverfahrens“. Er kommt bei der Vergabe besonders komplexer Aufträge zur Anwendung.
Beispiele hierfür können sein:
- Public Private Partnership
- große Infrastrukturprojekte
- spezifische Softwarekonzepte
- Werbe- und Marketingkonzepte

Die Voraussetzungen für die Wahl des wettbewerblichen Dialogs sind in Österreich in § 34 BVergG 2006 geregelt:
1. Es muss sich um besonders komplexe Aufträge handeln
2. die Vergabe im Wege eines offenen oder nicht offenen Verfahrens darf nicht möglich sein

Ein Auftrag gilt als besonders komplex wenn der Auftraggeber objektiv nicht in der Lage ist,
1. die technischen Spezifikationen gemäß § 98 Abs. 2, mit denen seine Bedürfnisse und Anforderungen erfüllt werden können, oder
2. die rechtlichen oder finanziellen Konditionen des Vorhabens anzugeben

## Vorgehen
Der wettbewerbliche Dialog ist ein dreistufiges Verfahren. In einer ersten Phase wird eine unbeschränkte Anzahl von Unternehmen öffentlich dazu aufgefordert Teilnahmeanträge zu stellen. Nach der Auswahl geeigneter Bewerber beginnt die zweite Stufe – der Dialog. Ziel dieses Dialogs ist es nun Lösungen zu suchen, die das Problem des Auftraggebers beseitigen, bzw. seinen Bedürfnissen und Anforderungen entsprechen. Nach Erarbeitung einer oder mehrerer Lösungen werden dann in der dritten Stufe die Bewerber zur Angebotsabgabe aufgefordert.
Das Besondere bei diesem Verfahren ist, dass Auftraggeber und Bewerber bereits vor der Abgabe von Angeboten über die Leistung sprechen bzw. Lösungen erarbeiten, was bei anderen Verfahren zum Ausschluss des Bewerbers aus dem Vergabeverfahren führen kann. So regeln die Allgemeinen Bestimmungen über Bewerber und Bieter, dass Unternehmer, die an den Vorarbeiten zu einer Ausschreibung mitarbeiten, von der Teilnahme am Vergabeverfahren ausgeschlossen sind, sofern durch deren Teilnahme am Verfahren ein fairer und lauterer Wettbewerb ausgeschlossen wäre. Nimmt der Unternehmer trotzdem am Vergabeverfahren teil, so ist sein Angebot zwingend auszuscheiden. Ziel dieser Regelung ist es, dass Unternehmer, die sich an Vorarbeiten beteiligen, keinen Wettbewerbsvorteil durch ihren Informationsvorsprung gegenüber anderen Bewerbern genießen, da dies den fairen und lauteren Wettbewerb unter den Wirtschaftsteilnehmern nicht gewährleisten könnte.

## Praxisbeispiele
In der Praxis findet die Verfahrensart des wettbewerblichen Dialoges zunehmend Anwendung. Beispiele sind der Neubau des Fußballstadions Coface Arena in Mainz, die Neuplanung der Hanauer Innenstadt, die Neugestaltung der Nidderauer Stadtmitte, der Neubau des Landtages Brandenburg und das Dokumentenmanagementsystem der Stadt Osnabrück. Im europäischen Ausland kommen wettbewerbliche Dialoge der Statistik von Tenders European Daily (TED) zufolge, insbesondere in Frankreich und Großbritannien oft zur Anwendung.